# Steven Hahn
Steven Hahn (né le 18 juillet 1951 à New York) est un historien américain, spécialiste d'histoire du sud des États-Unis à la fin du XIXe siècle.
Il obtient le prix Pulitzer d'histoire et le prix Bancroft en 2004 pour son ouvrage A Nation under Our Feet (en).

## Biographie
Steven Hahn fait ses études supérieures l'université de Rochester, où il travaille avec Eugene Genovese et Herbert Gutman. Il obtient son doctorat à l'université Yale. Sa thèse est dirigée par C. Vann Woodward, puis par Howard R. Lamar (en).
Il travaille essentiellement sur le Sud des États-Unis, l'esclavage, l'émancipation, le Parti populiste, les cultures rurales et les migrations sociales. Son premier livre, The Roots of Southern Populism: Yeoman Farmers and the Transformation of the Georgia Upcountry, 1850-1890, est publié en 1983 aux presses d'Oxford. L'ouvrage étudie les mentalités et les idées politiques des petites familles fermières blanches américaines, chose assez inédite dans le champ de la recherche historique. L'ouvrage s'intéresse aussi à la façon dont la période d'intensification du commerce agricole qui a suivi la Guerre de Sécession a modifié les modes de vie de ces groupes sociaux relativement peu éduqués dans le Sud.
En 2003, Hahn publie son deuxième livre, A Nation Under our Feet: Black Political Struggles in the Rural South from Slavery to the Great Migration. Il y étudie l'évolution des pouvoirs politiques africains-américains, depuis la fin de la Guerre de Sécession, et jusqu'à la Grande migration. L'ouvrage lui fait remporter le prix Pulitzer d'histoire en 2004. 
Il publie en 2009 The Political Worlds of Slavery and Freedom, une version papier des conférences qu'il a prononcé à Harvard, sur le sujet de l'esclavage et de l'abolition, deux ans plus tôt. Il publie en 2016  A Nation without Borders: The United States and Its World in an Age of Civil War. 
Steven Hahn, a remporté plusieurs prix et a obtenu différents soutiens dans ses recherches, notamment de la Fondation Guggenheim, de l'American Council of learned Societies, du Center for Advanced Study in the Behavioral Sciences de l'université de Stanford et de la Huntington Library, en Californie.
Il a été professeur à l'université du Delaware, à l'université de Californie, de San Diego, à l'université Northwestern, à l'université de Pennsylvanie et à l'université de New York.

## Récompenses
- 1980 : Prix Allan Nevins de la Society of American Historians (en), pour sa thèse de doctorat, The Roots of Southern Populism[1]
- 1984 :  Prix Frederick Jackson Turner de l'Organization of American Historians, pour The Roots of Southern Populism: Yeoman Farmers and the Transformation of the Georgia Upcountry, 1850-1890
- 2004 : Prix Pulitzer d'histoire, pour A Nation under Our Feet (en)
- 2004 : Prix Bancroft, pour A Nation under Our Feet
- 2004 Prix Merle Curti d'Histoire Sociale de l'Organization of American Historians pour A Nation under Our Feet

## Publications
- (en) The Countryside in the Age of Capitalist Transformation : Essays in the Social History of Rural America, University of North Carolina Press, 1985, 355 p. (ISBN 978-0-8078-4139-6, lire en ligne)
- (en) Freedom : A Documentary History of Emancipation, 1861-1867. Series III : Land and Labor in 1865, Cambridge University Press, 2004
- (en) A Nation Under our Feet, Harvard University Press, 2003, 610 p. (ISBN 978-0-674-01169-4, lire en ligne)
- (en) Steven Hahn, The roots of southern populism : yeoman farmers and the transformation of the Georgia upcountry, 1850-1890, Oxford University Press, 2006, 354 p. (ISBN 978-0-19-530670-5, lire en ligne)
- (en) Steven Hahn, The Political Worlds of Slavery and Freedom, Cambridge (Mass.), Harvard University Press, 2009, 246 p. (ISBN 978-0-674-03296-5, lire en ligne)